# Benkei
 (octobre 2022).
Si vous disposez d'ouvrages ou d'articles de référence ou si vous connaissez des sites web de qualité traitant du thème abordé ici, merci de compléter l'article en donnant les références utiles à sa vérifiabilité et en les liant à la section « Notes et références ».
Benkei (弁慶), de son nom complet Saitō Musashibō Benkei (西塔武蔵坊弁慶), né en 1155 et mort en 1189, est un sōhei (moine-guerrier) et un yamabushi de l'époque de Heian qui fut un compagnon de Minamoto no Yoshitsune. Il est généralement décrit comme un homme très fort (il était censé mesurer plus de 2 mètres) et très loyal et est l'un des sujets favoris du folklore japonais. Sa vie a été tellement utilisée et distordue dans le kabuki et le théâtre nô qu'il est aujourd'hui impossible de distinguer la vérité de la légende.

## Biographie

### Jeunesse
Les histoires varient considérablement au sujet de la naissance de Benkei. Certaines disent que son père était un dirigeant de sanctuaire qui avait violé sa mère, fille d'un forgeron. D'autres affirment qu'il a été créé par un dieu du temple. Beaucoup lui donnent les attributs d'un démon, un enfant monstrueux avec des cheveux rebelles et de longues dents. Son nom d'enfance est censé avoir été Oniwaka (鬼若), soit « l'enfant du démon ».
Il rejoint le cloître à un jeune âge et fait de nombreux voyages dans les monastères bouddhistes du Japon qui, à cette époque, étaient d'importants centres d'administration et de culture, et possédaient des armées privées de moines-guerriers. Comme beaucoup d'autres moines, Benkei fut probablement entraîné dans l'art de la guerre. À l'âge de 17 ans, il quitte le monastère bouddhique et rejoint les yamabushi, une secte de moines montagnards reconnaissables à leurs manteaux noirs (au Japon, Benkei est souvent représenté avec ce costume).

### Rencontre avec Yoshitsune

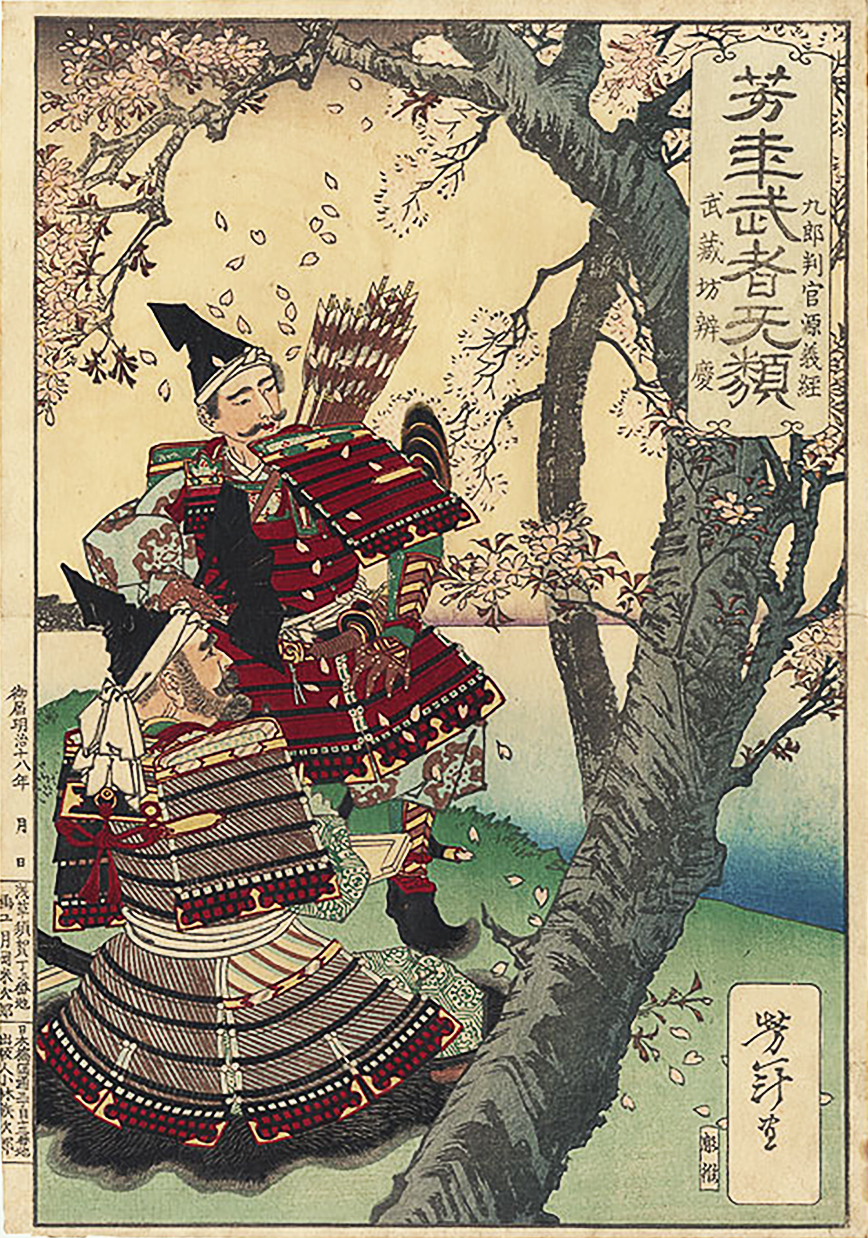
Yoshitsune et Benkei regardant des fleurs de cerisier, par Yoshitoshi Tsukioka, 1885.

Au début, il se trouve au mont Hiei. Mais à cause de sa violence, il est renvoyé. Il rase sa tête et il change son nom en Musashibou Benkei. Après cela, il va à Shikoku, puis à la province de Harima. Là-bas, il répète ses excès de violence et met le feu au temple Engyō-ji du mont Shosha (ja).
Finalement, Benkei va à Kyōto et se lance le défi de prendre leur sabre à mille hommes. Il se poste sur le pont de Gojō, où il attaque tous les hommes d'armes qu'il croise, collectionnant ainsi neuf cent quatre-vingt-dix-neuf sabres. À son millième duel, Benkei est vaincu par Minamoto no Yoshitsune, un membre du clan Minamoto : Yoshitsune arrive en jouant de la flûte ; Benkei essaie de lui prendre son sabre, mais Yoshitsune esquive en sautant avec beaucoup de légèreté.

### Vassal de Yoshitsune
Après cela, Benkei devient le vassal de Yoshitsune et se bat à ses côtés contre le clan Taira durant la guerre de Genpei. Yoshitsune a à son crédit la majeure partie des victoires du clan Minamoto durant la Guerre de Genpei et spécialement la bataille navale décisive de Dan-no-ura. Après la fin de la guerre, Yoshitsune rejoint la cour de l'empereur retiré Go-Shirakawa, et lorsque les relations se dégradent entre l'ancien empereur et le frère aîné de Yoshitsune, Minamoto no Yoritomo, ce dernier se retourne contre lui.
Durant les deux ans d'épreuves suivants, Benkei accompagne Yoshitsune, à présent hors-la-loi, et l'aide à se cacher dans sa fuite. Par exemple, pour franchir la barrière de Ataka dans la Province de Kaga, Benkei frappe avec son bâton Yoshitsune déguisé en porteur afin de prouver qu'il est son serviteur et non son maître.
Finalement Yoshitsune est encerclé en 1189 à la bataille de la Koromo-gawa. La légende raconte comment Benkei, transpercé de dizaines de flèches, combat jusqu'à la fin, et meurt debout, restant figé dans cette position même après sa mort.

## Postérité
L'honneur et la loyauté de Benkei font de lui l'une des personnalités les plus populaires du folklore japonais. Sa légende fut notamment racontée dans des gunki monogatari tels que Heike monogatari, le Genpei Jōsuiki, le Gikeiki et le Benkei monogatari. Il fut également sujet de nombreuses pièces de théâtre nô et de kabuki.
Dans une pièce de kabuki, Benkei est placé dans un dilemme moral, pris entre le mensonge et la protection de son seigneur, dans le but de passer un pont. Le moment critique de la pièce est lorsque le moine réalise sa situation et prie pour faire ce qu'il doit. Dans une autre pièce, Benkei va jusqu'à tuer son propre enfant pour sauver la fille d'un seigneur. Dans la pièce de kabuki Kanjinchō (filmée par Akira Kurosawa dans Les Hommes qui marchèrent sur la queue du tigre), Benkei doit battre son propre maître, déguisé en porteur, pour éviter de révéler son déguisement.
Parallèlement à la littérature, les légendes orales se sont multipliées à propos de Benkei, tant au Japon qu'en Russie. On raconte que Benkei et son maître Yoshitsune, après avoir séjourné à Hiraizumi, dans la région de Tōhoku, auraient gagné secrètement la Russie, où leurs traces se seraient perdues. Dans d'autres versions, Yoshitsune serait devenu Gengis Khan.

## Benkei dans la culture japonaise et mondiale
- Personnage du jeu de combat Blood Warrior (en), développé par Kaneko.
- Benkei, le moine samouraï, dans le jeu vidéo Ōkami.
- Histoire de Benkei, traduit du japonais par René Sieffert, Presses orientales de France, 1995.
- Benkei est un Servant de classe Lancer, du jeu mobile Fate/Grand Order.
- Benkei et Minamoto, morceau hommage du groupe de rap français IAM sorti en 2013 dans l'album Arts martiens.
- « Benkei, samouraï armé » et « Grand Benkei Samouraï Supralourd » sont deux monstres du jeu de cartes Yu-Gi-Oh.
- Barbe-Blanche dans One Piece est inspiré de Benkei : il se bat avec un naginata et meurt debout en empêchant la Marine et Barbe-Noire d'attaquer son équipage.
- Gyukimaru dans One Piece est directement inspiré de Benkei : il s'agit d'un moine guerrier dérobant les armes à ceux qu'il estime ne pas en être digne. C'est un homme large, de grande taille, qui se bat avec un grand bisento. Il a dérobé Shuusui à Zoro sur le pont du Malandrin.
- Dans Sekiro: Shadows Die Twice, la religieuse corrompue est un boss inspiré de Benkei : très grand et armé d'un naginata, il affronte le joueur sur un pont et porte un voile souvent visible dans les représentations de Benkei.
- Dans Food Wars!, le duel de chef qui oppose Subaru Mimasaka et Soma Yukihira est comparé au combat entre Benkei et Minamoto no Yoshitsune.
- Personnages des jeux Genji: Dawn of the Samurai et Genji: Days of the Blade qui s'inspirent de la vie de Minamoto no Yoshitsune et de Benkei, développés par Game Republic.
- Personnage dans le manga Tokyo Underworld , il est le veilleur (bourreau) qui garde le "pont suspendu de l'enfer" empêchant les étudiants de la classe A du professeur Yabuchi de passer (responsable du suicide de ce dernier). Ils devront exécuter à l'identique la fin tragique du moine-guerrier .En effet, pour espérer s'en sortir vivant et éviter de mourir de sa main ou de l'écroulement du pont.
- Benkei(beyblade) dans Beyblade est un personnage aux caractéristiques de Benkei.
- Dans le manga Détective Conan, une enquête se déroule à l'auberge Benkei et sa résolution s'inspire du raidissement du corps de ce dernier à sa mort.
- Lui et son maître apparaissent également dans le DLC "le disciple du Tengu" de Nioh 2. Benkei y est montré comme étant un Seto Taisho, un type de Tsukumogami se formant à partir d'un vieux pot ou d'un quelconque accessoire de cuisine. Il est cependant considérablement plus grand que les représentations habituelles de cette race de yokai.